# Parque Arqueológico de Monquirá

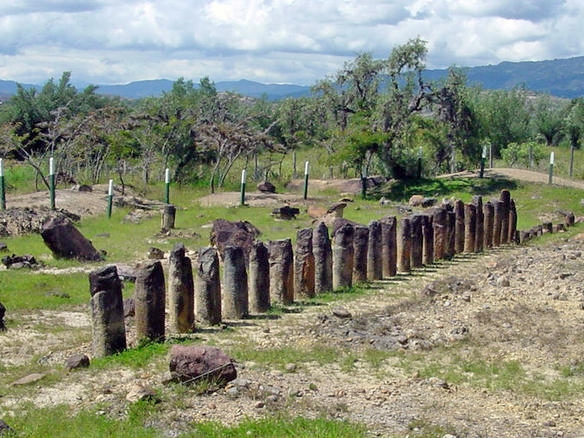
"O Infiernito"; Villa de Leyva, Colômbia.

O parque Arqueológico de Monquirá, também conhecido popularmente como "El Infiernito" ou por seu nome real "Observatório Astronómico de Zaquenzipa" é um sítio pré-colombiano localizado a 5 quilômetros da área urbana do município de Villa de Leyva, no departamento de Boyacá (Colômbia).

## Descrição
É um monumento lítico que tem basicamente dois componentes: 30 grandes colunas de pedra (megalitos) de forma fálica, que se acham dispersos em forma irregular pelo lugar e mais de uma centena de colunas menores ordenadas em duas filas de oriente a ocidente.
Segundo as investigações arqueológicas, têm pelo menos 2200 anos de antiguidade, de maneira que são anteriores à chegada dos muíscas à região. Para alguns antropólogos este lugar estava destinado a cultos e rituais de fertilidade; para outros era um observatório astronômico que indicava o início das temporadas de verão e inverno.
As colunas de pedra dispostas em sucessão regular, com espaçamento simétrico entre si, dão passagem à luz permitindo a formação de movimento de sombras, conforme a orientação do sol. A cada uma das colunas estava orientada em forma vertical e tem cada uma em média 1,80 metros de altura por 35 a 40 cm de largura; aparecem niveladas por seu extremo superior o que, quase sem excepção apresenta diferentes entalhes. Este complexo possivelmente servia para determinar o começo das épocas de verão e inverno. A sombra mais curta corresponde ao meio dia do primeiro dia de verão e a mais longa ao meio dia do primeiro dia de inverno. Esta localização ocupa um terreno retangular de 38 m de comprimento por 12 m de largura, orientado de leste a oeste. O número das colunas, 55 a 56, de cada uma dos alinhamentos, obedece seguramente a um calendário relacionado com o ciclo de alguns eventos e fenômenos astronômicos como eclipses, por exemplo.

### Tumba dolménica

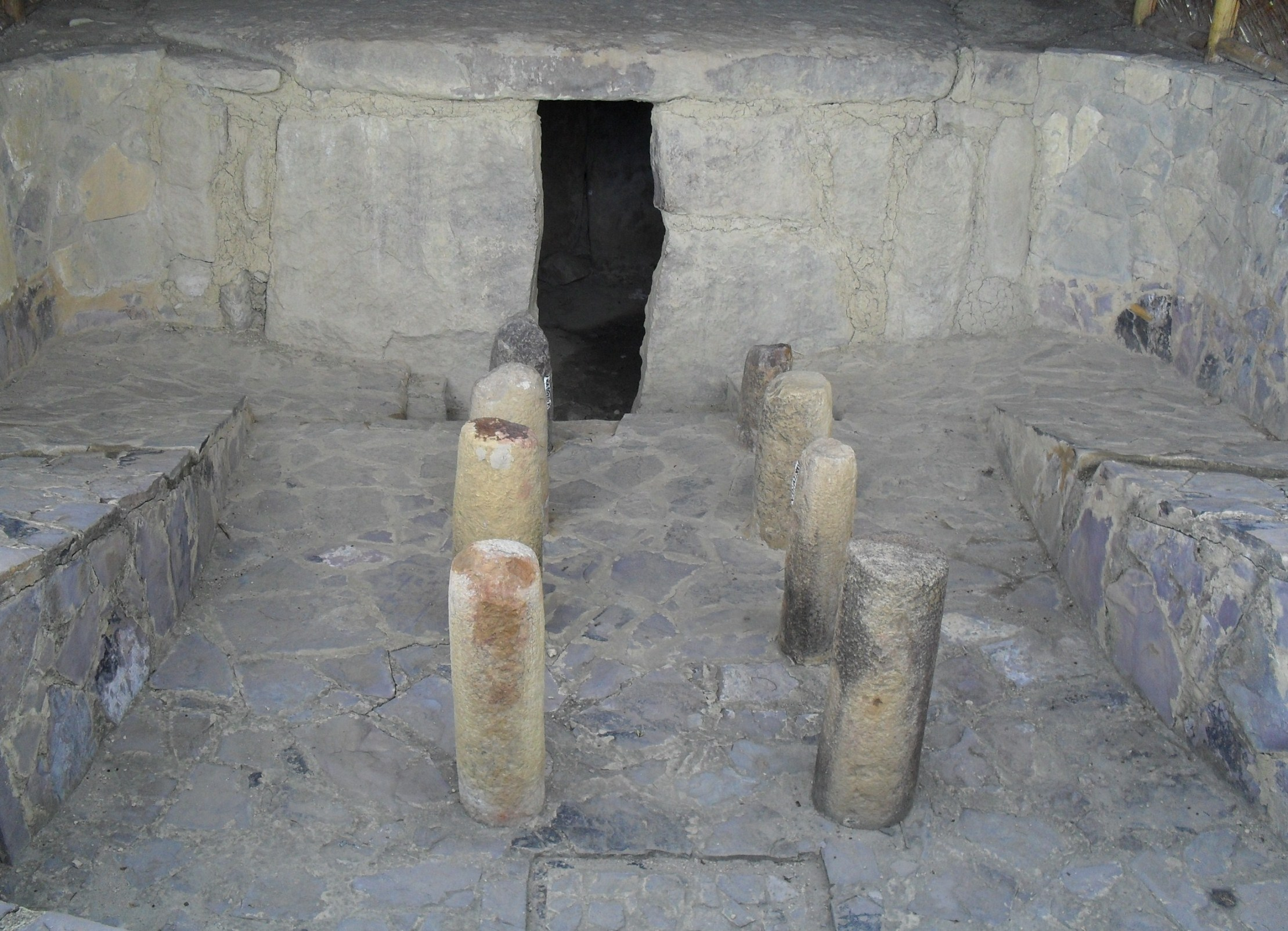
Tumba dolménica no infiernito

Em 2006 achou-se uma urna funerária ao lado oriental do parque, construída em pedra de tipo dolménico, dentro da qual estavam como oferendas alguns vasos e os restos de um menino de aproximadamente dois anos, cujo enxoval tinha umas contas de conchas marinhas. Ao redor da tumba encontraram-se numerosos restos ósseos, o que faz pensar que se tratava de uma tumba coletiva, destinada para personagens de alto status espiritual. 

## Galeria de Imagens

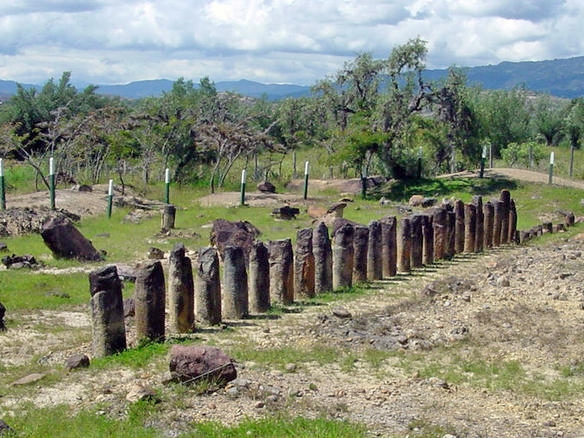
Figuras fálicas ordenadas, Parque Arqueológico de Monquirá
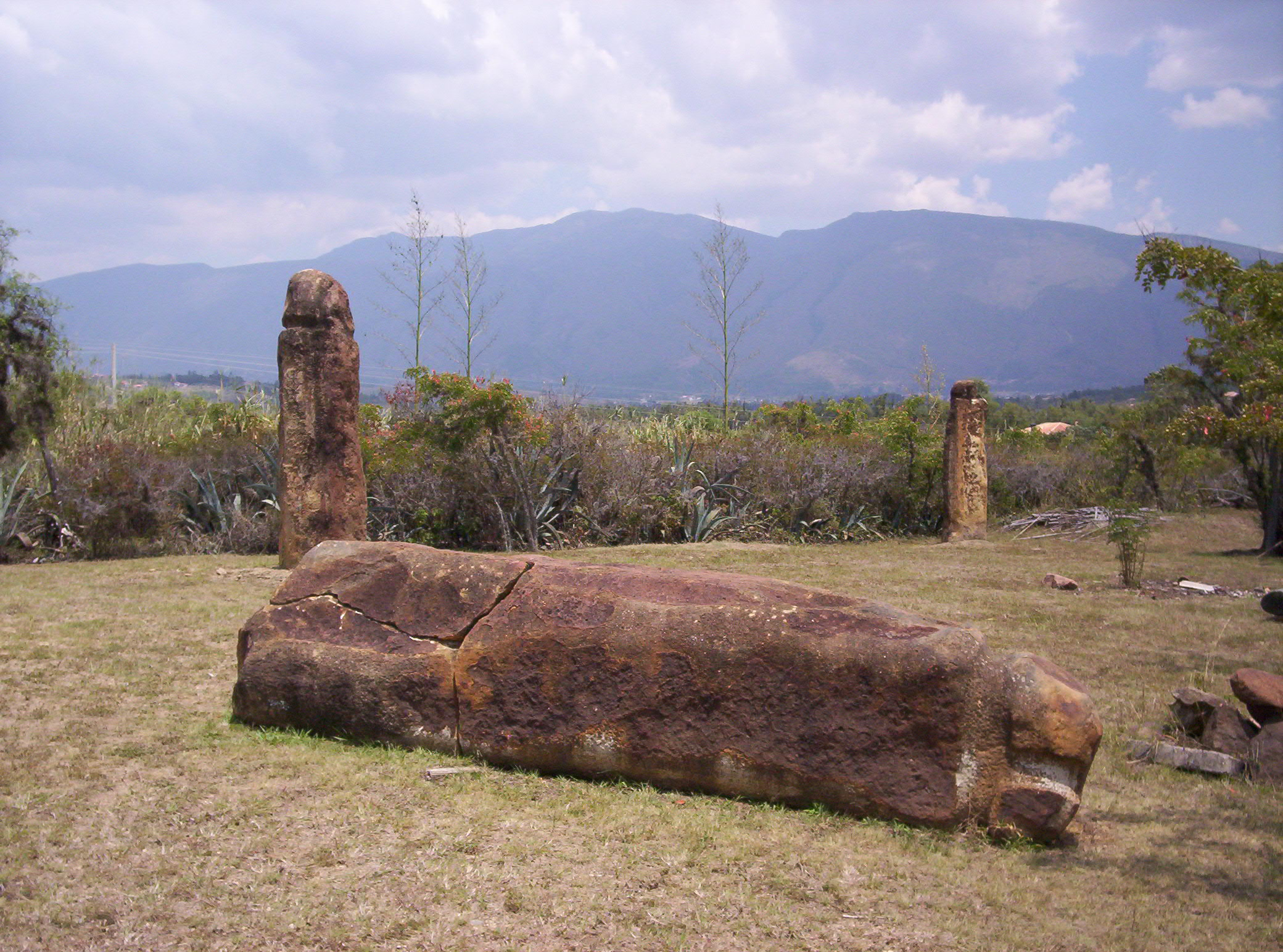
Figuras fálicas isoladas, Parque Arqueológico de Monquirá
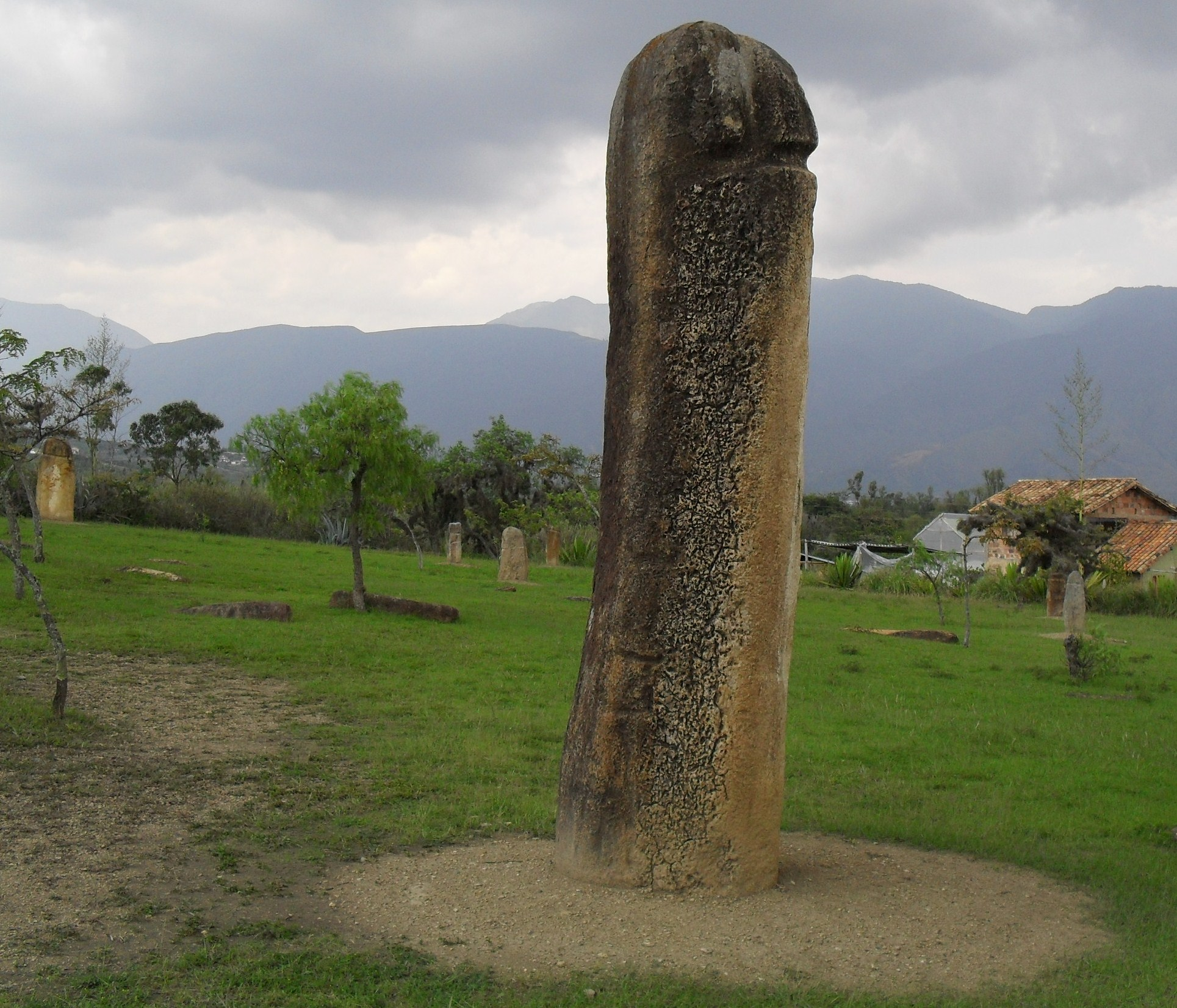
Megalíto fálico, Parque Arqueológico de Monquirá